# UFC 67
UFC 67: All or Nothing je bila manifestacija borbi mješovitih borilačkih vještina organizirana od strane Ultimate Fighting Championship organizacije. Događaj se održao 3. veljače 2007. godine u Mandalay Bay Events Centru u Las Vegasu, Nevada, SAD. To je bila prva UFC manifestacija koja se emitirala preko pay-per-view televizijska postaja u SAD-u u HDTV kvaliteti.
Na UFC 67: All or Nothing su debitirali dvoje bivših PRIDE FC boraca za Ultimate Fighting Championship organizaciju. To su bili Mirko "Cro Cop" Filipović i Quinton "Rampage" Jackson.

## Uvodne borbe
| Težinska kategorija | Pobjednik       | Poraženi      | Razlog pobjede              | Runda/vrijeme | Titula ili ne        |
| ------------------- | --------------- | ------------- | --------------------------- | ------------- | -------------------- |
| Laka                | Dustin Hazelett | Diego Saraiva | Odluka sudaca (Jednoglasna) | 3/5:00        | borba nije za titulu |
| Srednjeteška        | Lyoto Machida   | Sam Hoger     | Odluka sudaca (Jednoglasna) | 3/5:00        | borba nije za titulu |
| Laka                | Frank Edgar     | Tyson Griffin | Odluka sudaca (Jednoglasna) | 3/5:00        | borba nije za titulu |
| Srednja             | Terry Martin    | Jorge Rivera  | Nokaut (Udarci)             | 1/0:14        | borba nije za titulu |

## Glavne borbe
| Težinska kategorija | Pobjednik       | Poraženi       | Razlog pobjede              | Runda/vrijeme | Titula ili ne        |
| ------------------- | --------------- | -------------- | --------------------------- | ------------- | -------------------- |
| Srednja             | Patrick Côté    | Scott Smith    | Odluka sudaca (Jednoglasna) | 3/5:00        | borba nije za titulu |
| Srednja             | Quinton Jackson | Marvin Eastman | Nokaut (Udarci)             | 2/3:49        | borba nije za titulu |
| Laka                | Roger Huerta    | John Halverson | Tehnički nokaut (Udarci)    | 1/0:19        | borba nije za titulu |
| Teška               | Mirko Filipović | Eddie Sanchez  | Tehnički nokaut (Udarci)    | 1/4:33        | borba nije za titulu |
| Srednja             | Anderson Silva  | Travis Lutter  | Predaja (Gušenje)           | 2/2:11        | borba nije za titulu |

## Vanjske poveznice
- UFC 67  Arhivirana inačica izvorne stranice od 2. siječnja 2007. (Wayback Machine)
- UFC